# Maria Kral

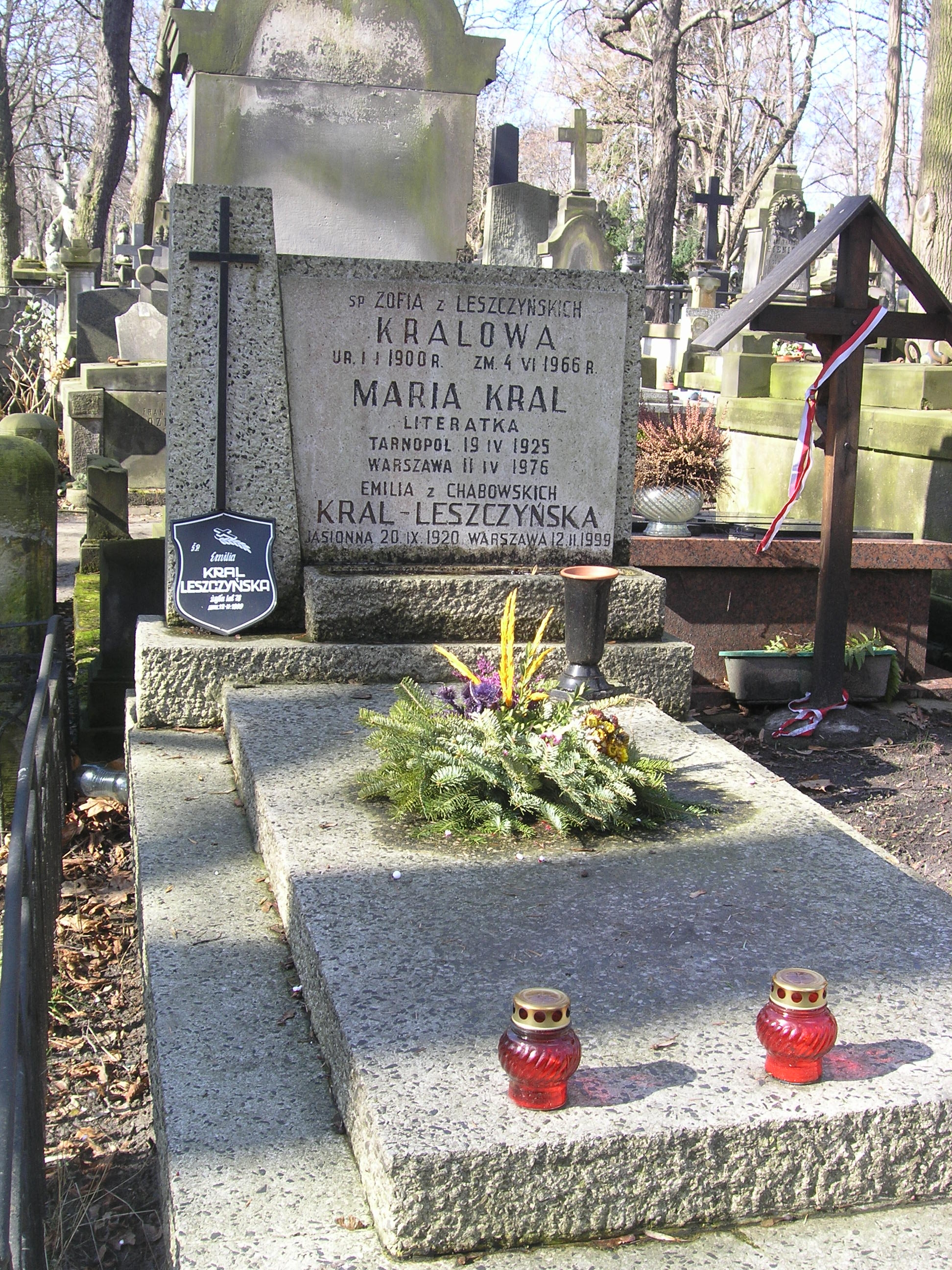
Grób Marii Kral na Cmentarzu Powązkowskim w Warszawie (marzec 2012)

Maria Kral (ur. 19 kwietnia 1925 w Tarnopolu, zm. 11 kwietnia 1976 w Warszawie) – polska pisarka dla dzieci.

## Utwory
- Historia z końca świata (1969)
- Opowieści Klipa i Klapa (1970; ilustracje Andrzej Strumiłło)
- Parasol Autrudusa (1974)
- Sprawa o ziarnko słonecznika (1970; ilustracje Bohdan Butenko)